# Adok
Adok est une ville Soudan du Sud, dans l'État du Jonglei. 